# Huntress (DC)
The Huntress is een naam gebruikt door verschillende personages uit DC Comics. Een van hen was een superschurk, de andere twee superhelden.

## Paula Brooks
De eerste Huntress was Paula Brooks, een superschurk die vooral vaak vocht met Wildcat. Later werd haar naam veranderd in Tigress.

## Helena Wayne
De tweede Huntress kwam uit een alternatieve continuïteit bekend als “Earth Two”. In deze continuïteit was Huntress het alter-ego van Helena Wayne, de dochter van Batman en Catwoman. Deze versie van Huntress werd bedacht door Paul Levitz en Joe Staton.
Helena had van haar ouders training gehad om een meesterlijke atlete te worden. Na haar school te hebben afgemaakt werd ze een superheld om een schurk die haar moeder chanteerde op te sporen.
Als Huntress werd Helena lid van de Justice Society of America, waarin ze een sterke vriendschap vormde met Power Girl. In de mini-serie Crisis on Infinite Earths kwam Helena om het leven.

## Helena Bertinelli
Vanwege de populariteit van de Helena Wayne Huntress, introduceerde DC in 1985 een nieuw personage met de naam in hun hoofdcontinuïteit. Deze Huntress was Helena Bertinelli, de dochter van een van Gotham City’s maffiabazen. Ze werd Huntress om wraak te nemen voor het feit dat haar hele familie was omgebracht bij een bendeoorlog.
Gedurende de “No Man’s Land” verhaallijn nam Helena tijdelijk de identiteit van Batgirl aan. Batman accepteerde dit maar ten dele omdat hij haar te onvoorspelbaar en gewelddadig vond. Uiteindelijk ontnam hij haar de naam, en werd ze weer Huntress. Wel sponsorde Batman Huntress’ lidmaatschap van de Justice League.

## In andere media

### Films
- In de film Birds of Prey (2020) werd het personage vertolkt door actrice Mary Elizabeth Winstead.

### Televisieseries
- Huntress verscheen voor het eerst in de tv-specials Legends of the Superheroes, gespeeld door Barbara Joyce.
- De Helena Bertinelli versie van de Huntress verscheen in de animatieserie Justice League Unlimited, voornamelijk als de vriendin van The Question. Haar stem werd gedaan door Amy Acker.
- The Huntress was een vast personage in de kortlopende televisieserie Birds of Prey. Deze versie van Huntress werd gespeeld door Ashley Scott, en was voornamelijk gebaseerd op de Helena Wayne versie. Ook in deze serie is ze de dochter van Batman.